# Conflicto antarcticus
Conflicto antarcticus es una especie extinta de ave anseriforme troncal cuyos fósiles fueron encontrados en rocas de inicios del Paleoceno de la Formación López de Bertodano en la Antártida, siendo la única especie nombrada en ese género. Se caracteriza por su cuerpo esbelto y patas largas, además de tener un pico similar al de los patos, lo cual indica que esa morfología de pico evolucionó tempranamente entre los anseriformes.

## Descripción
Conflicto es conocido a partir de un único espécimen parcialmente completo descrito en enero de 2019. Tenía patas muy alargadas en relación con su cuerpo, en contraste con lo que se observa en los patos modernos. Se estiman que medía alrededor de 36 centímetros de longitud, y tenía una cabeza grande para su tamaño corporal. Su pico tenía una estructura similar al de los patos y gansos, aunque no era tan ancho. El rostro poseía aberturas nasales más anchas que las de los anseriformes modernos. Su cuello medía cerca de la mitad de su longitud corporal, y tendría un estimado de 15 largas vértebras cervicales.

## Clasificación
Conflicto era probablemente un anseriforme troncal, relacionado por igual con los clados modernos que forman ese grupo. Se ha hipotetizado que el género Anatalavis está menos relacionado con el ganso urraca como se pensaba inicialmente, en cambio formaría un clado junto con Conflicto, aunque esto no es concluyente. La clasificación filogenética por tanto es incierta, pero posiblemente era un anseriforme troncal en lugar de pertenecer al grupo corona, es decir, estaba separado de los linajes modernos de los anseriformes.